# Савельєв Артур Юрійович
Савельєв Артур Юрійович — старший солдат окремого загону спеціального призначення НГУ «Азов» Національної гвардії України, учасник російсько-української війни, який загинув у ході російського вторгнення в Україну в 2022 році.

## Життєпис
Артур Савельєв народився 2000 року на Одещині. Після закінчення Одеської загальноосвітньої школи № 1 навчався в Одеській національній академії харчових технологій. Одержав диплом за спеціальністю «Готельно-ресторанна справа». Був мудрою людиною, багато читав. Особливо його цікавила історія, наукова література та філософія. Згодом приєднався до лав полку «Азов» Національної гвардії України. Обіймав військову посаду старшого кулеметника гранатометного відділення. З початком повномасштабного російського вторгнення в Україну перебуває на передовій. Разом з підрозділом обороняв місто Маріуполь на Донеччині, де й пропав безвісти. Місцеперебування тіла захисника досі невідоме. Мама здала ДНК, чекає на результати і дуже сподівається, що зможе гідно поховати свого героя. Артур Савельєв посмертно нагороджений орденом «За мужність» ІІІ ступеня.

## Родина
У загиблого залишилися батьки, молодша сестра та наречена.

## Нагороди
- орден «За мужність» III ступеня (2022, посмертно) — за особисту мужність і самовіддані дії, виявлені у захисті державного суверенітету та територіальної цілісності України, вірність військовій присязі[2].

## Вшанування пам'яті
В Одесі вулиця Черняховського, була перейменована на вул. Артура Савельєва.